# Cuatro Concejos
Cuatro Concejos fue una de las dos entidades en las que estuvo dividido administrativamente el Valle de Somorrostro, en la provincia de Vizcaya.

## Historia
Hacia mediados del siglo XIX, la división administrativa, que incluía en su término los lugares de Musques, Abanto de Suso, Abanto de Yuso y Ciérvana, tenía contabilizada una población de 2250 habitantes. Aparece descrita en el séptimo volumen del Diccionario geográfico-estadístico-histórico de España y sus posesiones de Ultramar de Pascual Madoz con las siguientes palabras:

CUATRO-CONCEJOS: conc. con ayunt. en el valle de Somorostro, prov. de Vizcaya (á Bilbao 3 leg.), part. jud. de Valmaseda (3), aud. terr. de Burgos (25), c. g. de las Provincias Vascongadas (á Vitoria 14), dióc. de Santander (15). sit. en terreno desigual y costa del mar Cantábrico, con clima, aunque húmedo, templado, combatido por los vientos N. S. y SO., siendo las enfermedades mas comunes pleuritis, reumatismos, catarrales é intermitentes: se compone de los 4 l. Muzquiz, Abanto de Suso, Abanto de Yuso y Ciervana que reunen 440 casas; en el primero de estos pueblos, donde está la casa municipal, que sirve provisionalmente de carcel, hay escuela de instruccion primaria dotada en 2,500 rs., y concurrida por 100 niños y 30 niñas; otras dos hay tambien en Ciervana y Abanto de Yuso, pero la concurrencia no escede de 30 niños y 6 niñas, y la asignacion del maestro es de 100 ducados. Cada l. ó conc. tiene su parr., siendo la de Muzquiz la mas ant. de todas; el cementerio está inmediato á sus respectivas parr.: hay 6 ermitas (La Asuncion, San Roque, Ntra. Sra. del Mar, Trinidad, Sta. Lucia, San Miguel), en poblado, y una (El Socorro), en una isla, por cuyo muelle de 200 pies de largo, se comunica con la tierra; existe ademas un beaterio en la Raigada. El térm., que se estiende 1 1/2 leg. de N. á S. y 2 1/2 de E. á O., confina N. el mar; E. Tres Concejos; S. Galdames, y O. Honton Upart. jud. de Castro-Urdiales, prvo. de Santander): en él se encuentran los barr. de San Juan, las Carreras, Poveña, Santelias, la Reigada y otros; junto al primero, que se llama del Astillero, por haberse alli construido buques de gran porte, y de lo cual solo conser su nombre y tradiciones, se halla el palacio de los marqueses de Villarias, que no ofrece de notable mas que el recordar una familia ilustre y querida en el pais: la torre de San Martin ó Muñatones, tiene muro y contramuro ademas de otro esterior; su circunferencia es de 800 pies con baluartes y troneras para 110 piezas de artilleria; el grueso de las murallas es de 9 1/2 pies. El terreno es áspero y crudo en su mayor parte, y solo bueno en las vegas; le bañan varios manantiales, en lo general de esquisitas aguas, aunque no faltan ferruginosas: un r. nace tambien á la falda del empinado monte llamado San Sebastian de Colisa, y corre por el valle hasta entrar en el Océano junto á Poveña. Ademas del espresado monte se encuentran algunos otros, poblados de madroños, encinas, robles y carrascos, sobresaliendo la famosa montaña de Triano, mencionada por Plinio en su Historia natural, la cual tiene de 4 á 5 leg. de circunferencia; es única en su clase en Europa por la abundancia del mineral de fierro que encierra en sus entrañas, cuya estraccion anual es de 80,0000 quintales, y de él se surten las 282 ferrerias que hay en las Provincias Vascongadas y Navarra, y las del vall de Mena, montañas de Santander y Asturias; se calculan las utilidades de las minas de un 40 por 100. caminos: solo hay uno de herradura por la costa hasta Castro-Urdiales, y se halla en mal estado: en la actualidad se está abriendo una carretara de 22 pies de anchura para dar salida al mineral de fierro y poner los pueblos de las Encartaciones en comunicacion con Portugal y Bilbao. correo: se recibe de la cap. por peaton los martes y viernes, y sale miércoles y sábado. prod.: trigo, maiz, chacolí y patatas; cria ganado vacuno, caballar, lanar y cabrio, y se da preferencia al primero por destinarlo al acarreo del mineral hasta el punto de embarque; hay caza de liebres, perdices, codornices, zorras y alguno lobo, y pesca de salmon, truchas, anguilas y lobinas. ind.: la minera, 10 molinos harineros muy en decadencia y 3 ferrerias. comercio: esportacion del mineral y del fierro labrado en dichas ferrerias. pobl.: 460 vec., 2,250 alm. riqueza y contr. (V. Vizcaya intendencia). presupuesto municipal: 32,000 rs. que se cubren con los propios y arbitrios, y el déficit por reparto vecinal. La espresada torre de Muñatones fué fundada en el siglo X por D. Jimeno de Muñatones, cuyos descendientes figuraron en primera línea, en tiempo de los bandos ó parcialidades, por su valor y enlaces, particularmente con la casa de Salazar, hasta que en el año 1470 hubo una conspiracion general contra D. Lope Garcia de Salazar, dueño á la sazon de dicha torre, donde vencido, le encerraron hasta que murió. En medio de la divergencia sobre las causas de la conspiracion, atribuida por unos á sus brillantes cualidades de caballero, y por otros á sus vicios, convienen todos en que durante su encierro escribió un libro titulado de las Bienandanzas, que otros llaman de las Malandanzas, porque en él sacó á relucir todos los vicios, defectos y maldades de los señores feudales. Las armas antiguas de la casa estan unidas con las de Salazar y Butron.
(Madoz, 1847, p. 191)